# Tolimicola consanguinea
Tolimicola consanguinea är en fjärilsart som beskrevs av Paul Dognin 1911. Tolimicola consanguinea ingår i släktet Tolimicola och familjen tandspinnare. Inga underarter finns listade i Catalogue of Life.